# Brayan Martínez Pérez
Brayan Martínez (San Pedro Sula, Cortés, Honduras; 16 de julio de 1993) es un futbolista hondureño. Juega de mediocampista de contención y su equipo actual es el Marathón de la Liga Nacional de Honduras.

## Trayectoria
Su debut en la Liga Nacional fue el 14 de octubre de 2012 en el Estadio Tiburcio Carías Andino contra el Olimpia en cumplimiento de la decimotercera fecha del Torneo Apertura.

## Clubes
| Club          | País     | Año             |
| ------------- | -------- | --------------- |
| Victoria      | Honduras | 2012 - 2016     |
| Marathón      | Honduras | 2017 - 2020     |
| Platense      | Honduras | 2020            |
| Lone          | Honduras | 2021            |
| Real Sociedad | Honduras | 2022 - Presente |

## Estadísticas
| Club              | Temporada     | Liga  | Liga  | Copa Nacional | Copa Nacional | Copa Internacional | Copa Internacional | Total | Total |
| Club              | Temporada     | Part. | Goles | Part.         | Goles         | Part.              | Goles              | Part. | Goles |
| ----------------- | ------------- | ----- | ----- | ------------- | ------------- | ------------------ | ------------------ | ----- | ----- |
| Victoria Honduras | 2012/13       | 11    | 2     | -             | -             | -                  | -                  | 11    | 2     |
| Victoria Honduras | 2013/14       | 14    | 1     | -             | -             | 1                  | 0                  | 15    | 1     |
| Victoria Honduras | 2014/15       | 5     | 0     | -             | -             | -                  | -                  | 5     | 0     |
| Victoria Honduras | 2015/16       | 2     | 1     | -             | -             | -                  | -                  | 2     | 1     |
| Victoria Honduras | Total         | 32    | 4     | 0             | 0             | 1                  | 0                  | 33    | 4     |
| Marathón Honduras | 2017/18       | 28    | 3     | -             | -             | -                  | -                  | 28    | 3     |
| Marathón Honduras | 2018/19       | 21    | 2     | -             | -             | 0                  | 0                  | 21    | 2     |
| Marathón Honduras | Total         | 49    | 4     | 0             | 0             | 0                  | 0                  | 49    | 4     |
| Total carrera     | Total carrera | 81    | 9     | 0             | 0             | 1                  | 0                  | 82    | 9     |

## Palmarés

### Campeonatos nacionales
| Título          | Club     | País     | Año  |
| --------------- | -------- | -------- | ---- |
| Torneo Clausura | Marathón | Honduras | 2018 |